# Марича
Мари́ча (санскр. मारीच, IAST: Mārīcha) — ракшаса, персонаж древнеиндийского эпоса «Рамаяна», сын царя-якши Сукеты и брат Татаки. Марича попытался помешать яджне, которую проводил мудрец Вишвамитра, и за это был заброшен на отдалённый остров стрелой Рамы. После этого, он трепетал при одном звуке имени Рамы. Позднее Равана, желая похитить Ситу, обратился к нему за помощью. Приняв облик прекрасного золотого оленя, Маричи попался на глаза Сите, которая жила в изгнании в джунглях Дандака вместе с Рамой и Лакшманой. Красота оленя настолько привлекла Ситу, что она пожелала получить его в собственность. Хотя Рама и понимал, что олень не был настоящим и потенциально опасным, он не мог отказать своей супруге. Отправившись в лес на поиски оленя, Рама оставил Ситу под охраной Лакшманы.
Когда Рама обнаружил оленя, он осознал, кем был тот на самом деле, и застрелил его из лука. Испуская последний вздох, Маричи, подражая голосу Рамы, воззвал о помощи к Лакшману. Сита, услышав крики о помощи от своего супруга, отослала Лакшмана в лес на поиски Рамы. Лакшмана поначалу не хотел оставлять Ситу одну и пытался убедить её в том, что никто не может причинить вреда Раме. Встревоженная Сита продолжала настаивать и Лакшмана внял её мольбам. После этого Равана явился Сите в облике странствующего садху и похитил её.